# Nocturnal
Nocturnal es una palabra de origen latino: Nocturni o también Nocturna se trata de un nombre antiguo aplicado a los Oficios nocturnos. Desde muy antiguo la noche se ha dividido en tres partes y cada una de ellas correspondía a una hora canónica. La división en tres partes se empleó también en los ejércitos del Imperio romano y su uso estaba ligado a la planificación de las rondas de vigilancia, la duración correspondía al consumo de la tea (antorcha) que muy probablemente les iluminaba durante la guardia. 
La composición del Nocturnal según las horas canónicas es:
- La primera de ellas es la Víspera
- La segunda es la Vigilia
- La tercera es los Laudes